# Tobias Pachonik
Tobias Raphael Pachonik (Marktoberdorf, 4 gennaio 1995) è un calciatore tedesco, difensore dell'Helmond Sport.

## Caratteristiche tecniche
È un terzino, utilizzato principalmente sulla fascia destra. È duttile e dotato di una buona velocità.

## Carriera

### Club

#### Inizi e Norimberga
Nato a Marktoberdorf, in Baviera, ha iniziato a giocare a calcio a 4 anni nel TSV Marktoberdorf, rimanendovi fino ai 12 anni, quando è passato all'FSV, altra squadra della sua città, dove è rimasto una stagione. Le successive due annate le ha disputate rispettivamente nel Kaufbeuren e nel Thannhausen. A 15 anni è entrato nel settore giovanile del Norimberga.
A 18 anni ha esordito con la seconda squadra, militante in Regionalliga Bayern, giocando titolare nel 2-0 esterno del 23 marzo 2013 sul campo dell'Ismaning.
Nella stagione successiva è riuscito a trovare l'esordio in prima squadra, in Bundesliga, alla penultima giornata, con la squadra ormai retrocessa, quando è entrato al 56' della sconfitta interna per 2-0 contro l'Hannover 96 del 3 maggio 2014. Oltre alle 2 presenze in Bundesliga, l'annata successiva ha collezionato 5 apparizioni in 2. Bundesliga, seconda serie, la prima il 3 agosto, quando ha giocato titolare nella vittoria casalinga per 1-0 sull'Erzgebirge Aue alla 1ª di campionato. Ha chiuso nel 2015 con 34 presenze in seconda squadra, con cui ha terminato una volta 4º e due 8º nei tre campionati disputati, e 7 in prima, con la quale è arrivato prima 17º, retrocedendo in 2. Bundesliga e poi 9º.

#### Prestito al Kickers Stoccarda
Nel calciomercato estivo 2015 è passato in prestito al Kickers Stoccarda, in 3. Liga, terza serie tedesca. Ha esordito il 1º agosto, alla 2ª di campionato, entrando all' 81' dell'1-1 esterno sul campo dell'Osnabrück. Ha concluso con 19 presenze in prima squadra, con la quale è arrivato 18º ed è retrocesso in Regionalliga, e 2 con la seconda squadra in Oberliga.

#### Schalke II
Nella stagione 2016-2017 ha giocato in Regionalliga West con lo Schalke 04 II, debuttando il 5 agosto, schierato titolare nella sconfitta interna per 0-1 contro il Colonia II, e segnando il primo gol in carriera il 27 agosto, realizzando il definitivo 2-0 in casa contro lo Sprockhövel. Ha terminato con 33 presenze e 2 reti, non riuscendo però a scampare la retrocessione in Oberliga a seguito del piazzamento al 16º posto in classifica.

#### Carpi
Nell'estate 2017 si è trasferito per la prima volta all'estero, in Italia, passando a titolo definitivo al Carpi, in Serie B. Ha esordito in biancorosso il 6 agosto 2017, nel Secondo Turno di Coppa Italia, giocando titolare nel 4-0 casalingo sul Livorno. Il debutto in campionato arriva il 26 agosto, alla prima giornata, nella vittoria in casa per 1-0 contro il Novara. Nel primo anno in Italia colleziona 35 presenze in B più 2 in Tim Cup. Nella stagione 2018-2019 il Carpi retrocede in Serie C e Pachonik disputa 33 partite, trovando il suo primo gol da professionista nella vittoria esterna per 2-1 contro la Cremonese.

#### VVV-Venlo
L'11 luglio 2019 firma un contratto triennale con il VVV-Venlo.

#### Stabæk
Il 26 gennaio 2023, i norvegesi dello Stabæk hanno reso noto l'ingaggio di Pachonik, che ha firmato un contratto biennale con il nuovo club.

### Nazionale
Nel 2014 ha disputato un'amichevole con l'Under-19 tedesca.
Tra 2014 e 2015 ha giocato 10 volte in Under-20, 7 delle quali nel Torneo Quattro Nazioni.

## Statistiche

### Presenze nei club
Statistiche aggiornate al 30 giugno 2019.
| Stagione             | Squadra              | Campionato           | Campionato | Campionato | Coppe nazionali | Coppe nazionali | Coppe nazionali | Coppe continentali | Coppe continentali | Coppe continentali | Altre coppe | Altre coppe | Altre coppe | Totale | Totale | Totale |
| Stagione             | Squadra              | Comp                 | Pres       | Reti       | Comp            | Pres            | Reti            | Comp               | Pres               | Reti               | Comp        | Pres        | Reti        | Pres   | Reti   |        |
| -------------------- | -------------------- | -------------------- | ---------- | ---------- | --------------- | --------------- | --------------- | ------------------ | ------------------ | ------------------ | ----------- | ----------- | ----------- | ------ | ------ | ------ |
| 2012-2013            | Norimberga II        | RLB                  | 3          | 0          | -               | -               | -               | -                  | -                  | -                  | -           | -           | -           | 3      | 0      |        |
| 2013-2014            | Norimberga II        | RLB                  | 23         | 0          | -               | -               | -               | -                  | -                  | -                  | -           | -           | -           | 23     | 0      |        |
| 2013-2014            | Norimberga           | BL                   | 2          | 0          | DFB-P           | 0               | 0               | -                  | -                  | -                  | -           | -           | -           | 2      | 0      |        |
| 2014-2015            | Norimberga II        | RLB                  | 8          | 0          | -               | -               | -               | -                  | -                  | -                  | -           | -           | -           | 8      | 0      |        |
| Totale Norimberga II | Totale Norimberga II | Totale Norimberga II | 34         | 0          | -               | -               | -               | -                  | -                  | -                  | -           | -           | -           | 34     | 0      |        |
| 2014-2015            | Norimberga           | 2. BL                | 5          | 0          | DFB-P           | 0               | 0               | -                  | -                  | -                  | -           | -           | -           | 5      | 0      |        |
| Totale Norimberga    | Totale Norimberga    | Totale Norimberga    | 7          | 0          | -               | 0               | 0               | -                  | -                  | -                  | -           | -           | -           | 7      | 0      |        |
| 2015-2016            | Kickers Stoccarda II | OLBW                 | 2          | 0          | -               | -               | -               | -                  | -                  | -                  | -           | -           | -           | 2      | 0      |        |
| 2015-2016            | Kickers Stoccarda    | 3. L                 | 15         | 0          | DFB-P+WFV-P     | 0+4             | 0+0             | -                  | -                  | -                  | -           | -           | -           | 19     | 0      |        |
| 2016-2017            | Schalke 04 II        | RLW                  | 33         | 2          | -               | -               | -               | -                  | -                  | -                  | -           | -           | -           | 33     | 2      |        |
| 2017-2018            | Carpi                | B                    | 35         | 0          | CI              | 2               | 0               | -                  | -                  | -                  | -           | -           | -           | 37     | 0      |        |
| 2018-2019            | Carpi                | B                    | 33         | 1          | CI              | 1               | 0               | -                  | -                  | -                  | -           | -           | -           | 34     | 1      |        |
| Totale Carpi         | Totale Carpi         | Totale Carpi         | 68         | 1          | -               | 3               | 0               | -                  | -                  | -                  | -           | -           | -           | 71     | 1      |        |
| Totale carriera      | Totale carriera      | Totale carriera      | 159        | 3          | -               | 7               | 0               | -                  | -                  | -                  | -           | -           | -           | 166    | 3      |        |